# Herbert Hans Haupt
Herbert Hans Haupt (21 de diciembre de 1919 - 8 de agosto de 1942) fue un espía y saboteador estadounidense para Alemania nazi durante la Segunda Guerra Mundial bajo la Operación Pastorius. Haupt se convertiría en el único estadounidense ejecutado por los Estados Unidos por colaborar con las potencias del Eje.

## Primeros años
Nacido en Stettin, Alemania, Haupt era hijo de Hans Max y Erna (Froehling) Haupt. Hans Haupt fue un veterano del Ejército Imperial Alemán durante la Primera Guerra Mundial, quien llegó a Chicago en 1923 en busca de trabajo. Su esposa y su hijo lo siguieron en 1925. Herbert Haupt se convirtió en ciudadano de los Estados Unidos en 1930, a los 10 años, cuando sus padres fueron naturalizados. Asistió a la Escuela Secundaria Lane Tech y más tarde trabajó en la Compañía Óptica Simpson como aprendiz de óptico. De joven, Haupt fue miembro de la Liga Junior del Bund germano-americano.
En los años previos a la guerra, Haupt expresó sentimientos pro-nazis, afirmando que Alemania era mejor que los Estados Unidos. En cierto momento, un conocido, Lawrence J. Jordan, golpeó a Haupt en la cara después de que este apareciera en una fiesta vestido con el uniforme de un soldado de asalto y hablara a favor del nazismo.

## Segunda Guerra Mundial
En 1941, Haupt, junto con dos amigos, Wolfgang Wergin y Hugo Troesken, iniciaron un viaje alrededor del mundo. Troesken fue devuelto en la frontera entre México y Estados Unidos por falta de identificación adecuada, pero Haupt y Wergin continuaron. Ni Haupt ni Wergin habían podido obtener pasaportes estadounidenses antes del viaje. Como habían nacido en Alemania (y por lo tanto aún eran considerados ciudadanos alemanes por Alemania), obtuvieron pasaportes alemanes de la Embajada en Ciudad de México.
Navegaron hacia Japón, donde encontraron trabajo en un barco mercante alemán con destino a Francia. Haupt y Wergin llegaron a Francia en el momento del ataque japonés a Pearl Harbor, tras lo cual Adolf Hitler declaró la guerra contra los Estados Unidos. Ahora varados en Europa, Haupt fue a quedarse en casa de su abuela en Stettin. Wergin se enlistó en la Wehrmacht.
Como observador civil de la costa, Haupt fue galardonado con la Cruz de Hierro de 2.ª Clase, así como con la Blockade Runner Badge, por haber ayudado a su barco de pasajeros a evadir el bloqueo británico cuando sirvió como vigía en el camino a Francia. Esto llamó la atención de la Abwehr (Servicio Secreto), que lo reclutó para regresar a Estados Unidos como saboteador. Haupt más tarde insistió en que aceptó el trabajo solo como una manera de regresar a casa.

### Operación Pastorius
Operación Pastorius consistió en 12 alemanes de habla inglesa que fueron entrenados como agentes secretos en la Escuela de Sabotaje de Brandenburg. Ocho finalmente se graduaron y fueron enviados a los Estados Unidos a través de un U-boot para intentar dañar las industrias bélicas estadounidenses. Haupt y otros tres desembarcaron en Ponte Vedra Beach, Florida, el 17 de junio de 1942. El grupo restante desembarcó en Long Island.
Haupt tomó rápidamente un tren desde Jacksonville a Chicago, donde se quedó con sus padres y visitó a su novia. Es posible que Haupt haya pretendido permanecer inactivo hasta el final de la guerra. Sin embargo, dos miembros del grupo de Long Island, George John Dasch y Ernst Peter Burger, casi inmediatamente se entregaron a las autoridades estadounidenses, revelando los nombres de los otros miembros de sus equipos. Haupt y sus padres fueron arrestados en Chicago el 27 de junio.

## Juicio y muerte
Herbert Haupt y los otros siete "U-boat Raiders" fueron llevados a Washington D. C., donde enfrentaron un tribunal militar. Todos fueron encontrados culpables de ser espías, y aunque no habían llevado a cabo ningún sabotaje, seis, incluido Haupt, fueron condenados a muerte. Dasch y Burger recibieron largas penas de prisión, que fueron conmutadas por deportación después de la guerra.
Haupt, Edward Kerling, Hermann Neubauer, Werner Thiel, Heinrich Heinck y Richard Quirin fueron ejecutados el 8 de agosto de 1942 en la silla eléctrica de la cárcel del Distrito de Columbia. Fue la mayor ejecución masiva por electrocución jamás llevada a cabo en el Distrito de Columbia. La última carta no entregada de Haupt a su padre decía: "Intenta no tomártelo demasiado mal. No he traído más que dolor a todos mis amigos y familiares que no hicieron nada malo. Mis últimos pensamientos serán para mamá."
Haupt fue enterrado con los otros cinco en el Potter's Field en Blue Plains, D.C. Las tumbas originalmente estaban marcadas con tablas de madera con números, pero en algún momento se colocó un pequeño monumento por el Partido Nazi Americano sobre las tumbas en 1982. El marcador pasó en gran parte desapercibido hasta que fue retirado por el Servicio de Parques Nacionales en 2010.

Los padres de Haupt, Hans y Erna, fueron condenados por traición y despojados de su ciudadanía por no informar sobre su hijo. Otros cuatro fueron condenados en el mismo juicio que los padres de Haupt: el tío de Haupt, Walter Wilhelm Froehling, su tía, Lucille Froehling, y los padres de Wolfgang Wergin, Otto Richard Wergin y Kate Martha Wergin. El juez del Tribunal de Distrito de los Estados Unidos, William Joseph Campbell, sentenció a Hans Haupt, Walter y Otto a muerte, y a Erna, Lucille y Kate a 25 años de prisión cada uno. Antes de la sentencia, Campbell pronunció un largo discurso.
Los acusados en este caso han sido condenados por el crimen de traición y ahora es el solemne deber del Tribunal fijar el castigo e imponer la sentencia.
Cuando los infractores son condenados por delitos graves contra los Estados Unidos, es costumbre que el Tribunal, al pronunciar la sentencia, recapitule bastante detalladamente el testimonio ofrecido durante el juicio. Este Tribunal se apartará de ese procedimiento por la razón de que el testimonio está aún fresco en la mente de todos los participantes en el juicio. Estos acusados tuvieron un juicio justo, una cosa del pasado en el país que intentaron hacer amigo. Cuán diferente fue este juicio del trato dado en Alemania a personas acusadas de delitos similares contra el Reich alemán. Aquí, un jurado competente, considerado y paciente, compuesto por hombres y mujeres de todos los ámbitos de la vida, representativos de los ideales más nobles de nuestro estado común americano, fue cuidadosamente seleccionado por ambos lados. Este jurado escuchó la evidencia y emitió un veredicto después de escuchar extensas sumatorias y argumentos presentados habilidosamente por los abogados.
Como se indicó en el momento del argumento sobre la moción para un nuevo juicio, el Tribunal hizo su propio resumen del testimonio en este caso día a día a medida que avanzaba el juicio. Los cinco días previos al argumento sobre la moción para un nuevo juicio fueron dedicados exclusivamente por el Tribunal a una revisión cuidadosa y exhaustiva de este resumen y del testimonio transcrito aquí. El Tribunal considera que el veredicto del jurado está bien fundamentado en la evidencia. Al pronunciar la sentencia a estos seis hombres y mujeres, este Tribunal se ve obligado a considerar plenamente el hecho de que nuestra nación, y cada hombre, mujer y niño en ella, están comprometidos en una lucha global a muerte contra fuerzas de tiranía y maldad sin precedentes en la historia de la humanidad.
Nuestros enemigos buscan destruirnos tanto por la fuerza de las armas en nuestros frentes de batalla dispersos como a través de la disensión y el sabotaje traicionero dentro de nuestras propias fronteras.
El frente interno en nuestra titánica lucha contra el enemigo es igualmente importante y ciertamente más vulnerable que nuestras líneas de batalla. Esta es una guerra de pueblo contra pueblo, así como de cañón contra cañón.
Por lo tanto, poner en peligro este frente interno es tan traidor como el acto de desactivar nuestras armas frente al enemigo.
Deliberada y secretamente, bajo el manto de la ciudadanía estadounidense, los agentes y ayudantes del esquema saboteador conspiran para destruir a sus vecinos y a esta nación.
Aquí está entonces el delito más inicuo en la lista impía de crímenes, un delito que pone en peligro al mismo tiempo la estructura de nuestro gobierno, la producción de las herramientas para la victoria, la vida de nuestros trabajadores de producción y ciudadanos, y los mismos ideales de la humanidad libre.
Es deber del Tribunal al sentenciar a estos acusados asegurarse de que el castigo impuesto a ellos actúe como una advertencia oportuna y solemne para todos aquellos que intenten cometer el menor acto de sabotaje, así como para aquellos que comercien traidoramente con los enemigos de los Estados Unidos. Asimismo, la sentencia debe notificar al enemigo que el esquema hábilmente ideado para utilizar a ciudadanos estadounidenses de origen alemán como peones en el juego de sabotaje y espionaje en este país está condenado al fracaso. Los ciudadanos amenazados con el tormento de sus familiares en Alemania por no ayudar a los agentes alemanes en este país deben estar impresionados con el peligro personal implicado en ceder a tal coerción despreciable.
Un jurado de sus pares ha declarado culpables a estos tres hombres y a sus respectivas esposas, y la justicia debe ser hecha para ellos. De esta manera, también se hará justicia a los miles de leales germanoamericanos cuyo patriotismo y devoción a los Estados Unidos están más allá de toda duda. Este Tribunal no cree ni por un momento que los prisioneros sean representativos en el menor grado de la masa de nuestros ciudadanos de origen alemán. Estos ciudadanos no deben ser de ninguna manera objeto de hostigamiento, injusticia o prejuicio como consecuencia de los actos de los acusados en este caso.
El abogado ha pedido clemencia para los prisioneros ante el tribunal, especialmente en los casos de las tres mujeres como madres. No hay prioridades en la clemencia. Como la justicia, es la esperanza común de todos. Al sopesar las súplicas de clemencia por las mujeres involucradas aquí, también ha sido incumbencia del Tribunal considerar a las millones de madres que sufren por los hijos que están luchando esta guerra por nosotros, y las madres que trabajan en plantas de aluminio y pólvora o en líneas de producción en constante peligro por saboteadores, madres que tienen derechos iguales a consideración con las prisioneras aquí. Estos acusados por sus actos han renunciado así a cualquier derecho a consideración como madres.
Sin embargo, el Tribunal al fijar el castigo tiene en cuenta los diferentes grados de culpabilidad de los acusados según aparece en la evidencia. Fue evidente en el juicio de esta causa que cada una de las acusadas, aunque conocía la gravedad y la naturaleza maligna de sus acciones, sin duda siguió el liderazgo de su esposo. Siendo esto verdad, el Tribunal reconoce una distinción entre el grado de culpabilidad de los esposos y esposas, aunque claramente no existe tal distinción entre el grado de culpabilidad de las respectivas acusadas. Esto se refleja en las sentencias que siguen.
En el caso de los esposos, la evidencia muestra que adhirieron deliberadamente y dieron ayuda y consuelo a un enemigo en tiempo de guerra. Permitir tal conducta mediante la indulgencia mientras nuestra nación lucha por su misma existencia sería tal negligencia en el deber como sería secundaria solo a la traición así condonada.
Por lo tanto, es el juicio de este Tribunal sobre el veredicto del jurado antes mencionado que los acusados Hans Max Haupt, Erna Emma Haupt, Walter Otto Froehling, Lucille Froehling, Otto Richard Wergin y Kate Martha Wergin, y cada uno de ellos, son culpables del crimen de traición según lo acusado en la acusación en este caso.
Los acusados Erna Emma Haupt, Lucille Froehling y Kate Martha Wergin, y cada una de ellas, son condenadas a la custodia del Procurador General para ser encarceladas en un penitenciario por un término de veinticinco años y cada una de ellas a pagar una multa de diez mil dólares.

Los acusados Hans Max Haupt, Walter Otto Froehling y Otto Richard Wergin, y cada uno de ellos, son sentenciados a muerte. Dichos acusados, y cada uno de ellos, serán llevados desde el estrado de este tribunal por el Marshal de los Estados Unidos para el Distrito Norte de Illinois y serán confinados por dicho Marshal en custodia segura y protegida hasta el día veintidós de enero de 1943; y en ese día dichos acusados y cada uno de ellos serán, por dicho Marshal, según la ley, en algún lugar conveniente dentro del Distrito Norte de Illinois, ejecutados por electrocución, es decir, haciendo pasar a través de los cuerpos de cada uno de dichos acusados una corriente eléctrica de suficiente intensidad para causar la muerte y la aplicación y continuación de dicha corriente a través de los cuerpos de cada uno de dichos acusados hasta que cada uno de dichos acusados esté muerto.
Campbell recibió elogios en todo el país por la severidad de las sentencias. Sin embargo, en apelación, el grupo completo tuvo sus condenas revocadas debido a errores técnicos. Walter y Otto luego se declararon culpables de encubrimiento de traición y cada uno recibió sentencias de 5 años. Hans Haupt fue juzgado nuevamente, encontrado culpable de traición una vez más, pero recibió cadena perpetua. Se retiraron los cargos contra Lucille y Kate, aunque Erna Haupt fue retenida hasta el final de la guerra y deportada en 1948. En 1957, Hans Haupt fue indultado por el presidente Dwight D. Eisenhower y deportado a Alemania con la condición de que nunca regresara a los Estados Unidos.
También fue procesado, aunque no directamente implicado en el complot, William Wernecke, un amigo cercano de Haupt. Wernecke había aconsejado a Haupt sobre cómo evadir el reclutamiento y le permitió practicar para convertirse en un stormtrooper en su granja. Haupt contactó a Wernecke después de su regreso, aunque no mencionó el complot. En el momento del arresto de Wernecke, se encontró en su granja una gran cantidad de armas y municiones. En junio de 1943, Wernecke fue declarado culpable de dos cargos por violar la Ley de Servicio y Entrenamiento Selectivo de 1940. Fue condenado a cinco años de prisión y multado con $10,000. Wernecke fue liberado condicionalmente en agosto de 1944, luego de aceptar servir en el Ejército de los Estados Unidos. Sirvió en varias bases militares en el continente de Estados Unidos antes de ser dado de baja en septiembre de 1945.
Después de la guerra, Wernecke continuó su participación en la extrema derecha. En 1954, formó el Partido Conservador Nacionalista y se asoció con Matthias Koehl, quien más tarde se convertiría en una figura prominente en el Partido Nazi Americano. Wernecke creía que los judíos no eran estadounidenses y que los negros no deberían ser ciudadanos ni tener derecho a votar o asociarse con personas blancas. En julio de 1958, su esposa lo dejó, citando abuso físico. También afirmó que él había presumido de bombardear una tienda departamental en Chicago y lápidas judías antes de la guerra. En 1959, Wernecke fue condenado a 1 a 5 años de prisión por contratar a dos personas para bombardear la casa de su ex socio comercial, aunque esta condena fue anulada en 1960. Wernecke falleció de un problema cardíaco el 29 de marzo de 1965.

## Relevancia actual
En 2001, Herbert Haupt volvió a ser noticia cuando el presidente George W. Bush intentó utilizar tribunales militares para juzgar a ciudadanos estadounidenses después de los Ataques del 11 de septiembre de 2001. El fallo de la Corte Suprema respecto a Haupt, el único ciudadano estadounidense ejecutado en el caso, fue citado nuevamente.